# Takachihoa tumida
Takachihoa tumida Tang & Li, 2010 è un ragno appartenente alla famiglia Thomisidae.

## Etimologia
Il nome proprio deriva dall'aggettivo latino tumidus, cioè rigonfio, tumido, in riferimento alla forma del ramo distale dell'apofisi dei pedipalpi

## Caratteristiche
Il paratipo femminile rinvenuto ha lunghezza totale è di 4,10mm; la lunghezza del cefalotorace è di 1,70mm e la larghezza è di 1,80mm
L'olotipo maschile rinvenuto ha lunghezza totale è di 3,20mm; la lunghezza del cefalotorace è di 1,60mm e la larghezza è di 1,65mm

## Distribuzione
La specie è stata reperita in Cina: nella Prefettura autonoma dai di Xishuangbanna, nello Yunnan

## Tassonomia
Al 2015 non sono note sottospecie e dal 2010 non sono stati esaminati nuovi esemplari